# نبرد دریاچه غازان
نبرد دریاچه غازان که به حادثه چانگ‌کوفنگ نیز شهرت دارد، درگیری مرزی بود که در اثر تهاجم نیروهای امپراتوری ژاپن به بخشی از قلمروی مورد اختلاف اتحاد جماهیر شوروی اتفاق افتاد. ادعای ژاپن بر تفسیر اشتباه شوروی از حدود مرزی مشخص شده در پیمان پکینگ بین امپراتوری روسیه و دودمان چینگ و سایر توافق‌های مرزی ژاپن و شوروی موجب بروز درگیری بین دو طرف شد. در پی این مسئله، نیروهای ژاپنی منطقه مورد مناقشه را اشغال کردند اما پس از درگیری‌های سنگین مرزی، در نهایت یک توافق دیپلماتیک منجر به عقب‌نشینی ژاپن شد.

## پیش‌زمینه
با دوختن چشم طمع به بندر ولادی‌وستوک شوروی، امپراتوری ژاپن قصد داشت با قطع کردن راه‌آهن سراسری سیبری، ارتش سرخ را در موضع ضعف قرار دهد. از این رو، ارتش سرخ در اقدامی احتیاطی تپه مورد اختلاف چانگ‌کوفنگ در جنوب غربی ولادی‌وستوک را در دهانه رود تیومن را به تصرف خود درآورد.

## حادثه
درگیری زمانی آغاز شد که نیروهای ژاپنی یازدهم ماه ژوئیه سال ۱۹۳۸ سعی کردند نیروهای شوروی را از مواضع خود در چانگ‌کوفنگ عقب برانند.